# 稗田峠
座標: 北緯35度55分8.9秒 東経136度27分37.3秒 / 北緯35.919139度 東経136.460361度

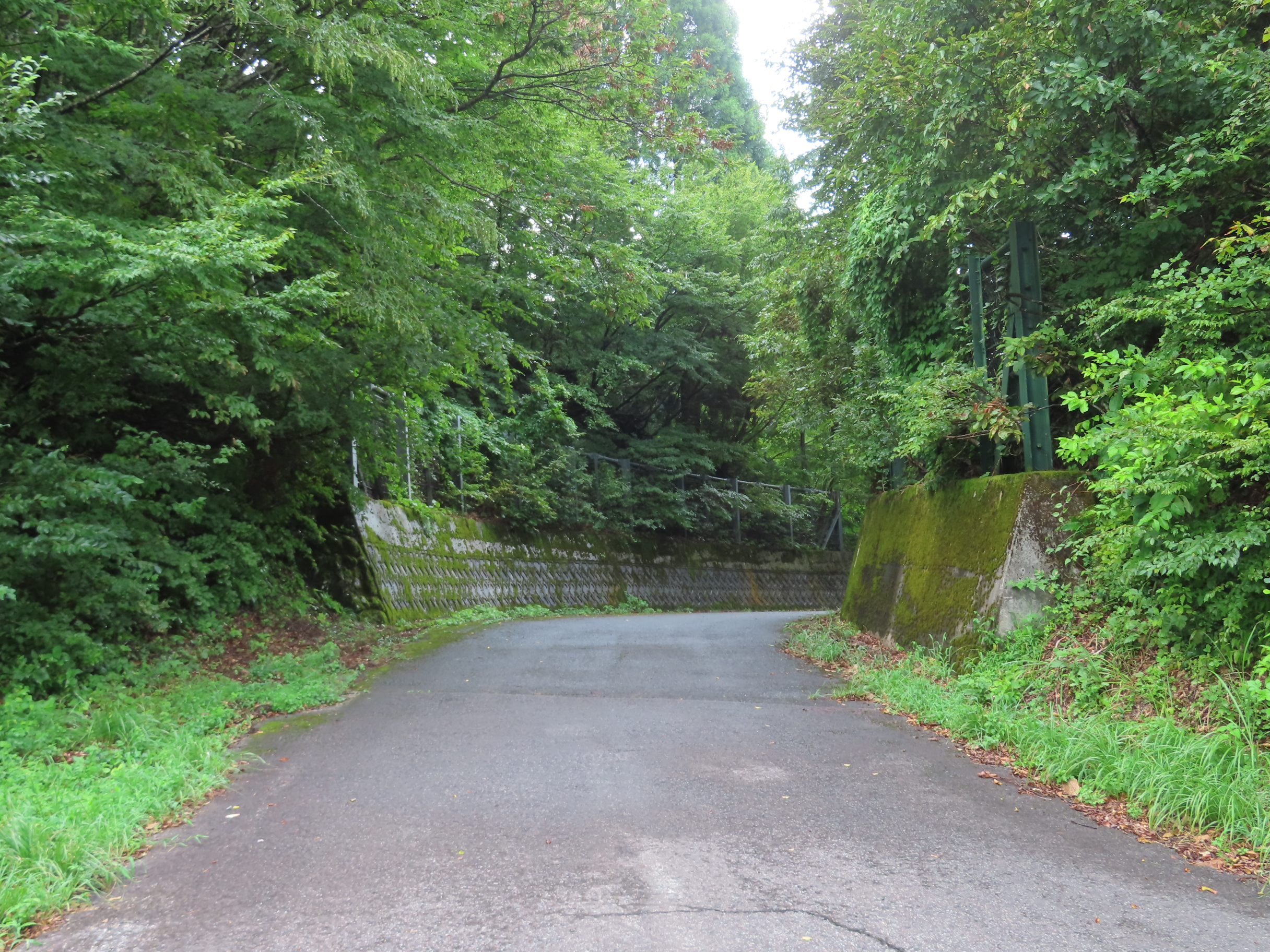
稗田峠（2023年8月）

稗田峠（ひえだとうげ）は、福井県道34号松ケ谷宝慶寺大野線上の福井県大野市と今立郡池田町を隔てる峠。

## 概要
標高640mの主要地方道上にある峠である。宝慶寺峠、普聞峠といった別名があり、名前の由来も諸説ある。まず稗田峠は池田町側の最終集落が稗田であることに由来する。また宝慶寺峠は大野市側の麓にある宝慶寺に由来する。しかし普聞峠に関しては名前の由来は不明である。かつて水戸天狗党が大野藩との戦いを逃れ、この峠を西に越えたとの記録が残っている。水戸天狗党は最終的に木ノ芽峠も越えて、越前新保（現敦賀市）で投降し、最期を迎えている。

## 道路状況
この峠は福井県道34号上にあるが、主要地方道とは思えないほど道幅が狭い。箇所によっては普通車同士では離合困難な箇所もあり注意が必要である。またこの路線は冬季通行止めとなるため、この峠を越えることが出来る期間は4月から11月までの限られた時期のみである。路面は主にアスファルトで舗装されているので走行する車両は選ばないが、勾配もそこそこある峠なのでコンパクトカーで臨むのが好ましいといえるだろう。

## 峠周辺
- 龍双ケ滝
- 宝慶寺